# Zelandomyia armigera
Zelandomyia armigera är en tvåvingeart som först beskrevs av Alexander 1945.  Zelandomyia armigera ingår i släktet Zelandomyia och familjen småharkrankar. Inga underarter finns listade i Catalogue of Life.